# Bir-Hakeim (metropolitana di Parigi)
Bir-Hakeim è una stazione della linea 6 della metropolitana di Parigi.

## La stazione
Si tratta di una stazione all'aperto situata ortogonalmente al boulevard de Grenelle sulla riva sinistra della Senna a fianco del pont de Bir-Hakeim al disotto del quale passa la linea. Il nome deriva dal ponte omonimo che ricorda la Battaglia di Bir Hacheim. Una targa commemorativa è posta all'ingresso del marciapiede direzione Nation.

### Storia
La stazione venne aperta il 24 aprile 1906 con il nome di Grenelle (dal nome del quartiere omonimo). Il nome venne poi cambiato in Bir-Hakeim - Grenelle il 18 giugno 1949. La stazione è stata ristrutturata agli inizi del 2008 ed è tornata completamente agibile il 10 marzo 2008.

## Accessi
- Rue Nelaton
- terrapieno al 2, boulevard de Grenelle
- Place des Martyrs des Vélodromes

## Nelle vicinanze
- Si tratta della stazione della Metropolitana più vicina alla Tour Eiffel ed è molto frequentata dai turisti.
- Nelle vicinanze si trovava il Vélodrome d'Hiver, noto per le corse ciclistiche ma anche per un evento occorso durante la seconda guerra mondiale. Esso venne usato come luogo di prima detenzione per 13 000 ebrei rastrellati nella capitale il 16 luglio 1942 e qui detenuti in attesa di essere deportati nei campi di concentramento tedeschi. Il velodromo venne demolito nel 1960, ma un monumento commemorativo è stato eretto in prossimità dell'ingresso sud alla stazione della linea RER C. La vicenda è narrata nel film del 2010 La chiave di Sara, diretto da Gilles Paquet-Brenner.

## Curiosità
- Il Ponte Bir-Hakeim fu scenario di numerosi film e serie di successo, tra cui Ultimo tango a Parigi, Ascensore per il patibolo, Zazie nel metrò, Il poliziotto della brigata criminale, Ronin, Taxxi 2, Il mistero delle pagine perdute - National Treasure, Un indiano in città, Munich, Inception, Dexter; venne inoltre utilizzato da Marcus Miller per la copertina dell'album Renaissance (2012).